# Vinyamar
Vinyamar est une ville de fiction, appartenant au légendaire de l'écrivain britannique J. R. R. Tolkien, apparaissant notamment dans Le Silmarillion .

## Histoire
Vinyamar est une cité portuaire fondée par Turgon au début du Premier Âge. Elle est située sur les flancs du Mont Taras dans la région du Nevrast. 
Sur une injonction d'Ulmo, Turgon et son peuple abandonnèrent Vinyamar en 116 du Premier Âge pour aller à Gondolin. Toujours sur ordre d'Ulmo, Turgon laissa dans Vinyamar abandonnée des armes et une armure destinés à lui faire reconnaître le messager qu'Ulmo lui enverrait lorsque l'existence de Gondolin serait à son tour menacée. 
Personne ne revint à Vinyamar jusqu'à l'arrivée de Tuor qui s'y rendit guidé par sept cygnes. Il y trouva les armes laissées par Turgon, et au pied de la ville, Ulmo lui délivra un message à remettre à Turgon.

## Adaptations
Les récits du « Silmarillion » n'ont pas été adaptés à la radio, à la télévision ou au cinéma. Vinyamar a cependant inspiré les dessinateurs, comme Ted Nasmith ou Jef Murray.